# 米爾扎·巴西奇
米爾扎·巴西奇（1991年7月12日—），波斯尼亚和黑塞哥维那男子職業網球運動員。他曾參加2016年夏季奧林匹克運動會，最終於第一輪負於阿根廷選手胡安·摩納哥，無緣下一輪。

## 外部連結
- 米爾扎·巴西奇（英文/西班牙文）的官方資料
- 米爾扎·巴西奇的國際網球總會 職業／青少年 官方資料（英文）